# ルドルフ・エルンスト
ルドルフ・エルンスト（ドイツ語綴り:Rudolf Ernst、フランス語綴り: Rodolphe Ernst 、1854年2月14日 - 1932年2月19日 ）は、オーストリア、ウィーン生まれの画家である。1876年からフランスで働き、オリエンタリズムの作品を描いた。

## 略歴
ウィーンで建築家レオポルド・エルンスト(Léopold Ernst)の息子に生まれた。父親に勧められて画家の道に進み、15歳でウィーン美術アカデミーに入学し、アウグスト・アイゼンメンゲルやアンゼルム・フォイエルバッハに学び、ローマにも旅した。
ウィーン美術アカデミーの事務方と対立し、1876年からパリに移った。美術アカデミーの学生仲間であるルートヴィヒ・ドイッチュ(Ludwig Deutsch、フランス語名Louis Deutsch:1855-1935)とジャン・ディスカール(Jean Discart、イタリア名:Giovanni Battista Discart、1855-1940)もパリに移ってきて活動するようになった。1877年にフランス芸術家協会の展覧会に初めて出展した。
1880年代になって、スペインやモロッコを旅し、オリエンタリズムのスタイルの作品を描くようになり、中東へもしばしば旅した。1883年にはトルコのコンスタンティノープルに旅してパリで絵画を学んだオスマン帝国の美術家のオスマン・ハムディ・ベイ(1842-1910)とも会った。
1889年のパリ万国博覧会の展覧会で銅メダルを受賞し、1900年のパリ万国博覧会で佳作になった。フランス国籍を取得し、1929年にフランス芸術家協会の展覧会に出展した「カード仲間(Parti de cartes)」など、中東の室内を描いた作品などで知られている。
1905年からパリ郊外南西部のフォントネー＝オー＝ローズに住み、オリエンタリズムの意匠のタイルを製造する磁器工房を立ち上げた。1932年にパリまたはフォントネー＝オー＝ローズで亡くなった。

## 作品

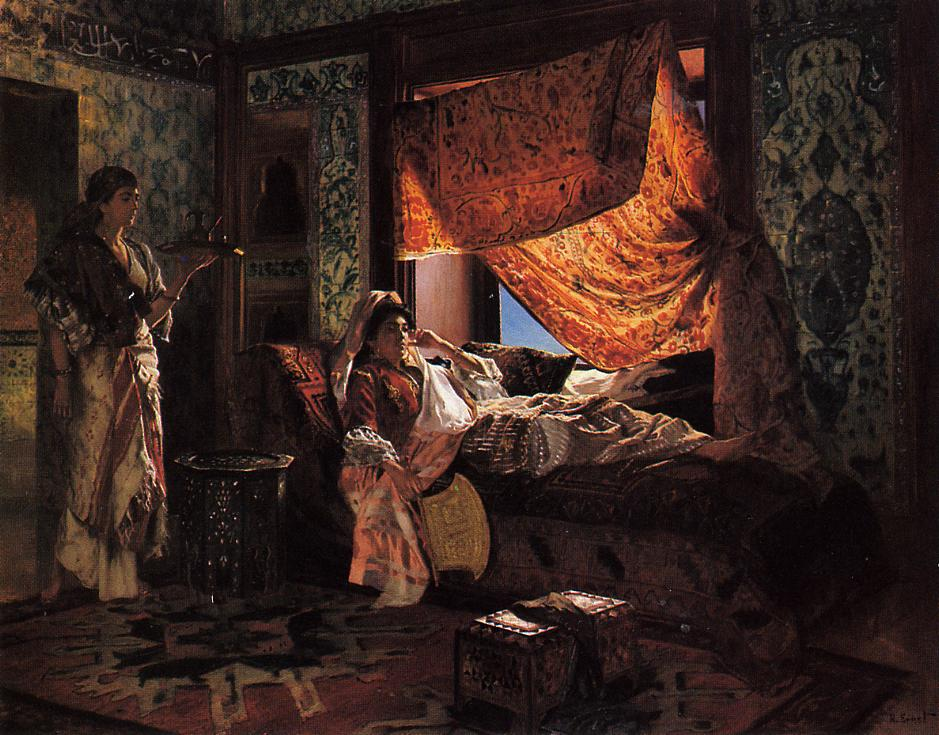
ムーア人の家の室内
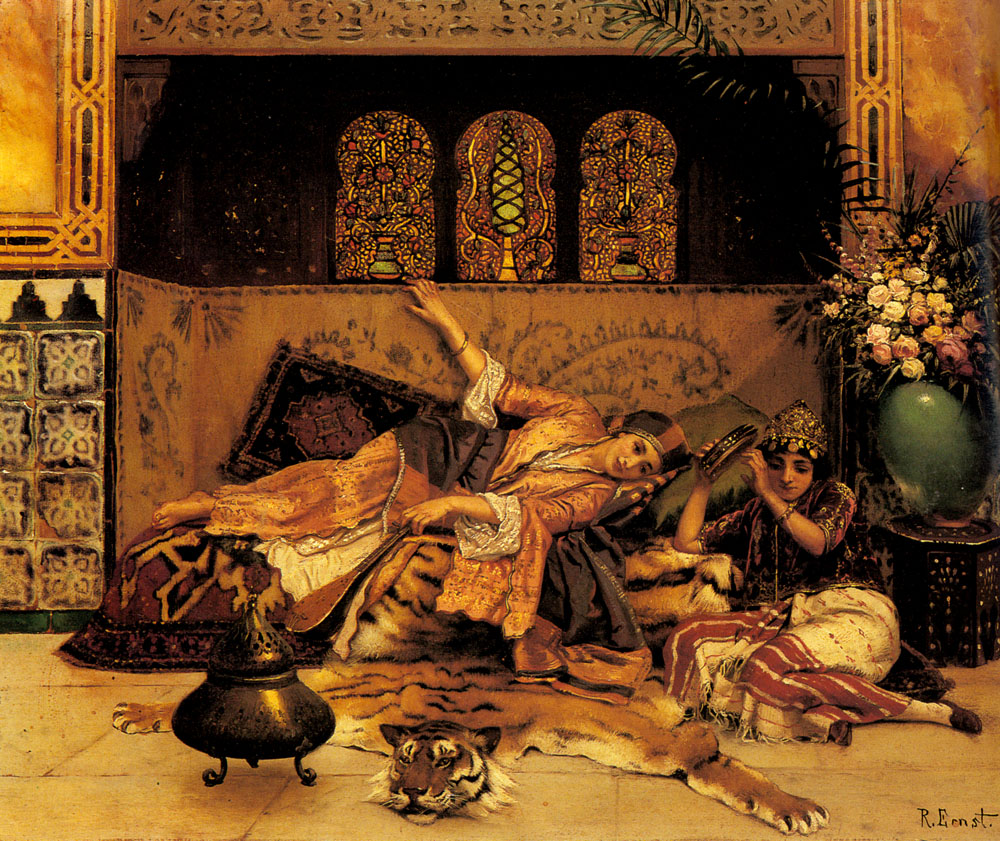
Les Captives
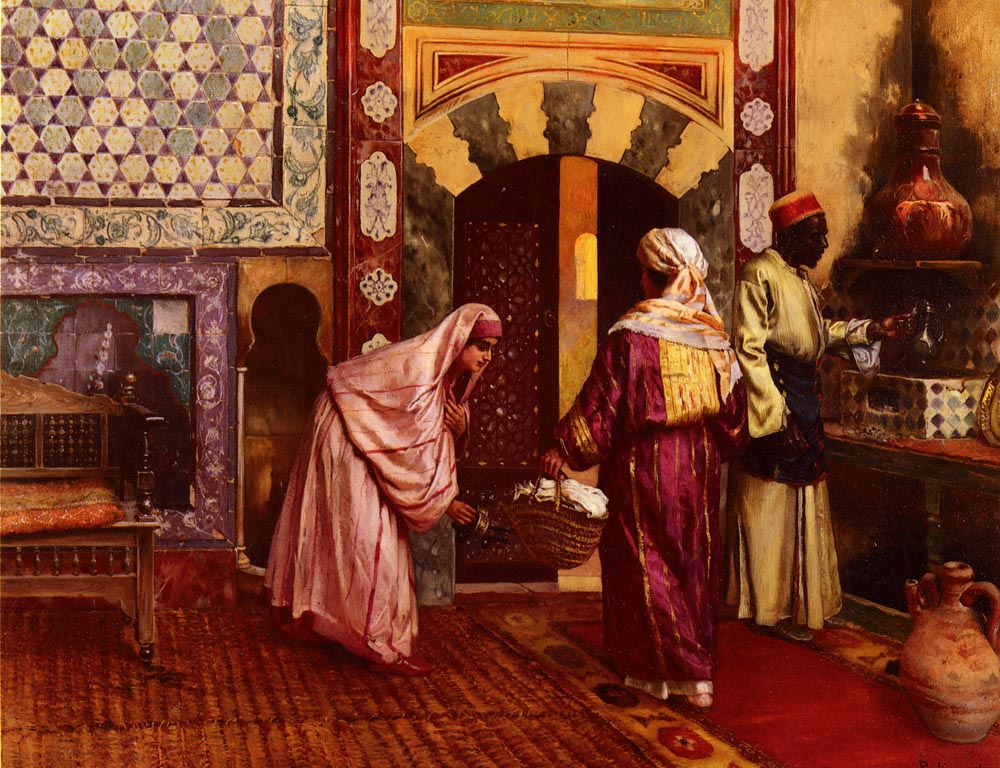
Hammam

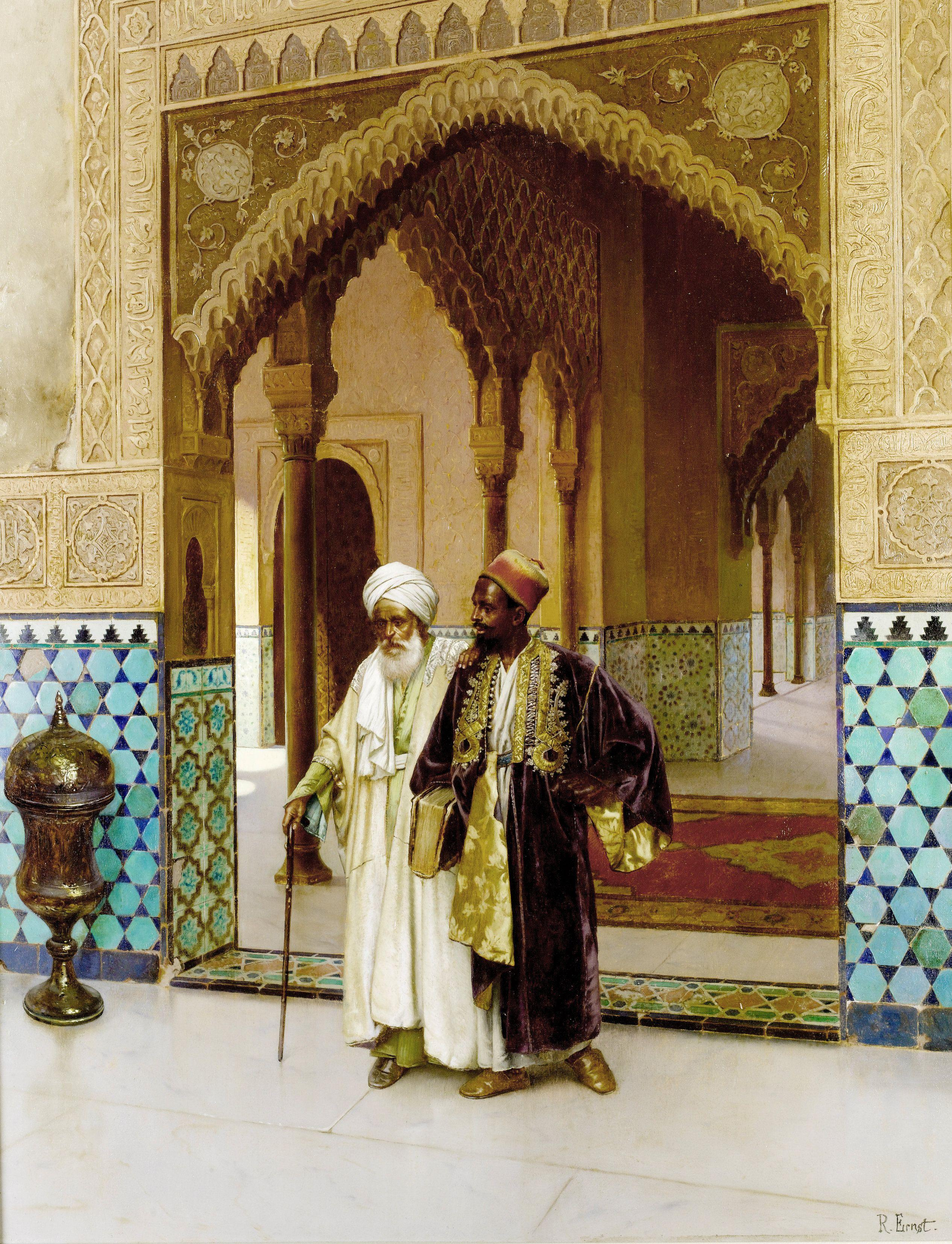
祈祷を終えた教徒たち
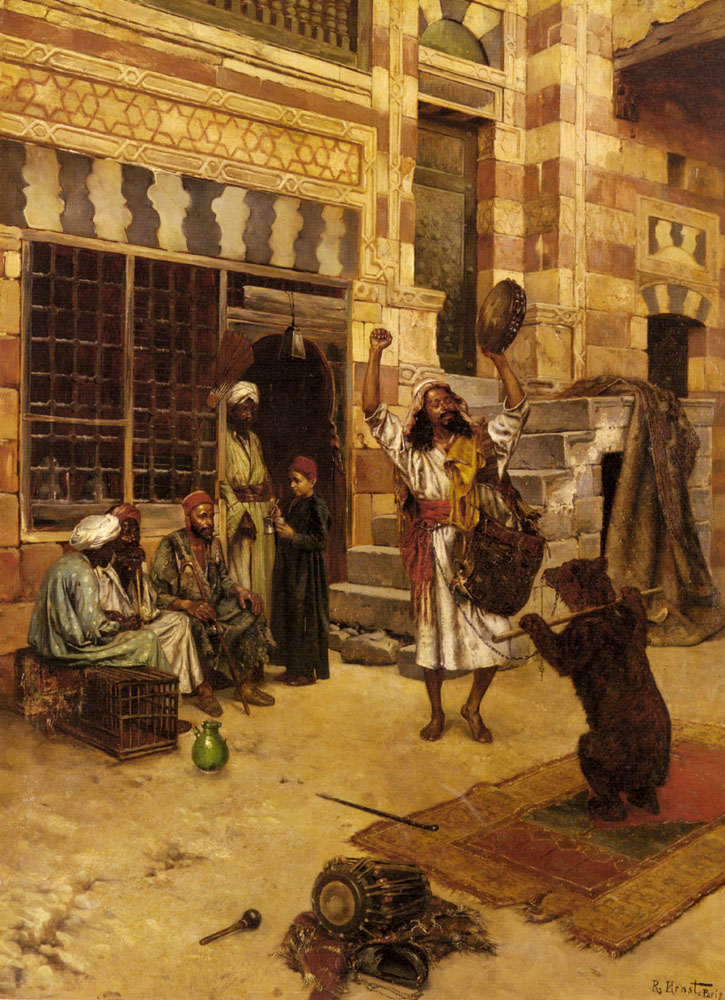
午後の見世物
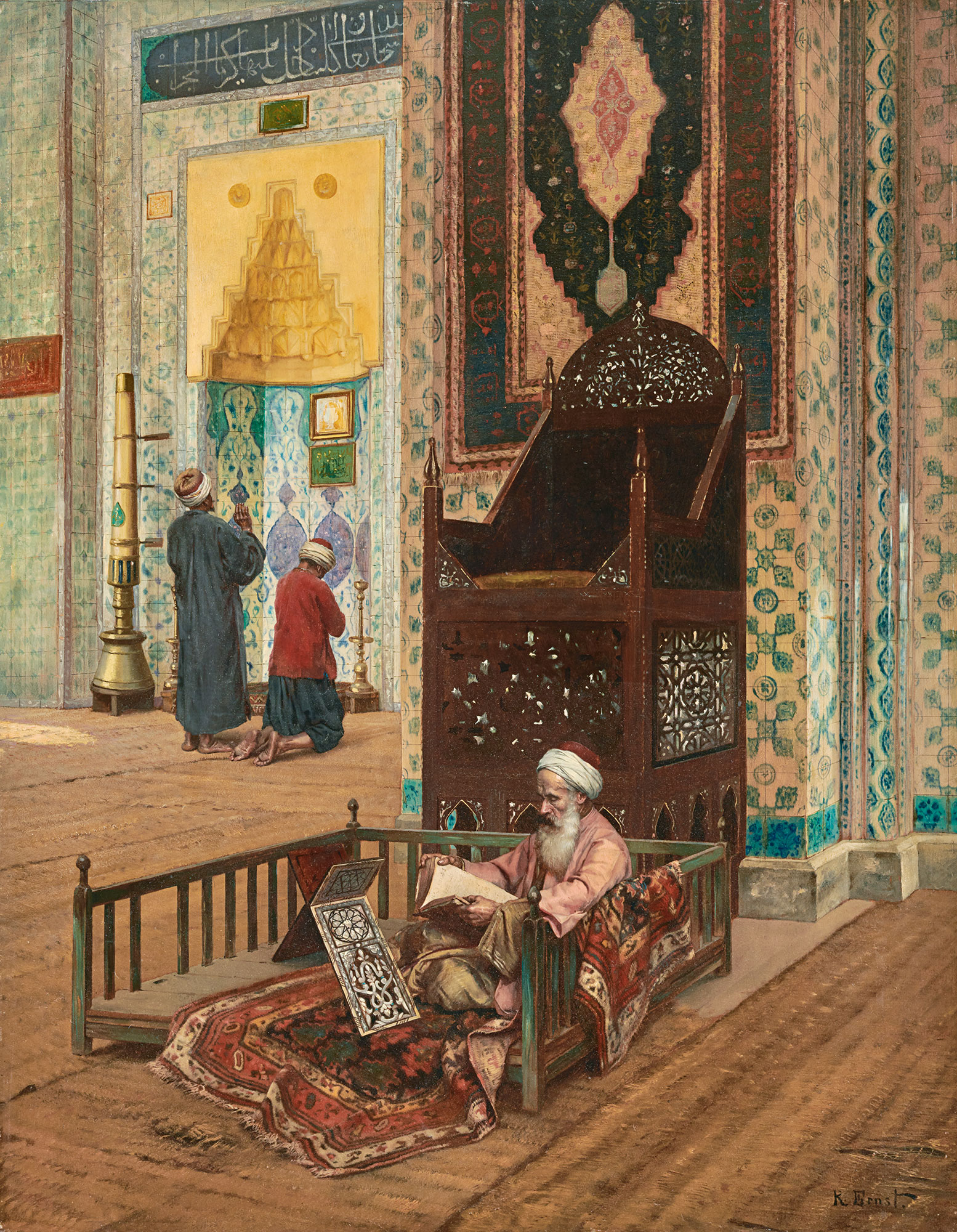
コンスタンティノープルのモスク
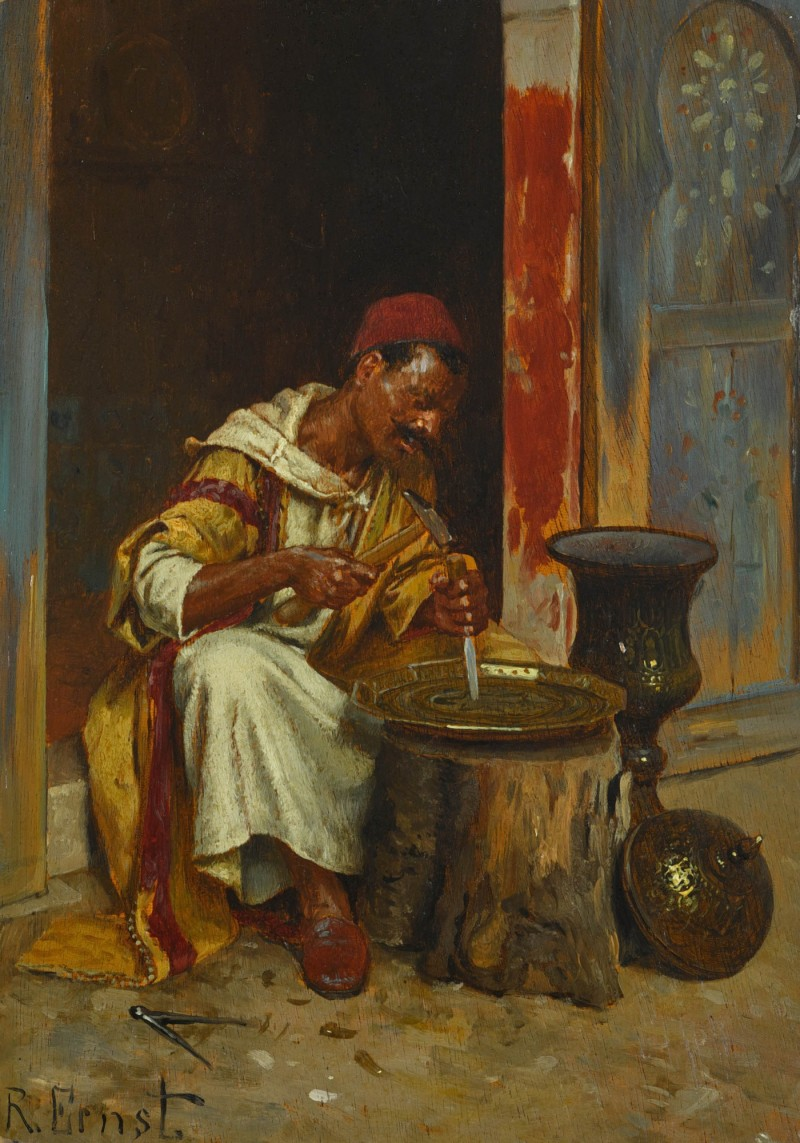
銅細工師